# Rajnath Singh
Rajnath Singh (Chandauli, 10 de julho de 1951) é um político indiano que atua como Ministro da Defesa da Índia. Ele é o ex- presidente do Partido Bharatiya Janata. Anteriormente, ele atuou como Ministro-Chefe de Uttar Pradesh e como Ministro do Gabinete no Governo Vajpayee. Ele era o Ministro das Relações Interiores do Primeiro Ministério Modi. Ele também atuou como Presidente do BJP duas vezes, 2005 a 2009 e 2013 a 2014.

## Vida pregressa
Singh nasceu na vila de Bhabhaura, no Distrito de Chandauli, Uttar Pradesh. Seu pai era Ram Badan Singh e sua mãe era Gujarati Devi. Ele nasceu em uma família de agricultores e conseguiu um mestrado em física, adquirindo resultados da primeira divisão da Universidade de Gorakhpur. Rajnath Singh estava associado ao Rashtriya Swayamsevak Sangh desde 1964, com 13 anos de idade e permaneceu conectado à organização. Em 1974, foi nomeado secretário da unidade de Mirzapur do Bharatiya Jana Sangh, antecessora do Partido Bharatiya Janata.

## Carreira política
Em 1975, aos 24 anos, Singh foi nomeado Presidente Distrital do Jana Sangh. Em 1977, ele foi eleito Membro da Assembleia Legislativa de Mirzapur. Ele se tornou o presidente de estado da ala juvenil do BJP em 1984, o secretário geral nacional em 1986 e o presidente nacional em 1988. Ele também foi eleito para o Conselho Legislativo de Uttar Pradesh.
Em 1991, ele se tornou Ministro da Educação no primeiro governo do BJP no estado de Uttar Pradesh. Os principais destaques de seu mandato como Ministro da Educação incluem a Lei Anti-Cópia, de 1992, modernizando os textos científicos e incorporando a matemática védica nos conteúdos programáticos. Em abril de 1994, ele foi eleito para o Rajya Sabha (Câmara Alta do Parlamento) e se envolveu com o Comitê Consultivo para a Indústria (1994–96), Comitê Consultivo para o Ministério da Agricultura, Comitê Consultivo para Negócios, Comitê da Câmara e o Comitê de Desenvolvimento de Recursos Humanos. Em 25 de março de 1997, tornou-se presidente da unidade do BJP em Uttar Pradesh e, em 1999, tornou-se Ministro do Gabinete de Transporte da União.

### Ministro Chefe de Uttar Pradesh
Em 2000, ele se tornou Ministro-Chefe de Uttar Pradesh e foi eleito duas vezes como MLA de Haidergarh em 2001 e 2002.

### Ministro da Agricultura da União
Em 2003, Singh foi nomeado Ministro da Agricultura e posteriormente para Processamento de Alimentos no governo da ADN, liderado por Atal Bihari Vajpayee, e enfrentou a difícil tarefa de manter uma das áreas mais voláteis da economia da Índia. Durante esse período, ele iniciou alguns projetos de época, incluindo o Kisan Call Center e o Farm Income Insurance Scheme. Ele reduziu as taxas de juros dos empréstimos para a agricultura e também estabeleceu a Farmer Commission e iniciou o Farms Income Insurance Scheme.

### Presidente do BJP
Depois que o BJP perdeu o poder nas eleições gerais de 2004, foi forçado a fazer parte da Oposição. Após a renúncia da figura proeminente Lal Krishna Advani e o assassinato do estrategista Pramod Mahajan, Singh tentou reconstruir o partido, concentrando-se nas ideologias mais básicas do Hindutva. Ele anunciou sua posição de "sem compromisso" em relação à construção de um Templo de Ram em Ayodhya a qualquer custo e elogiou o governo de Vajpayee como primeiro-ministro, apontando para todos os desenvolvimentos que a ADN fez para o povo comum da Índia. Ele também criticou o papel do idioma inglês na Índia, alegando que a maioria da população indiana é incapaz de participar da economia e do discurso cultural indiano devido às preferências extremas mostradas ao inglês em detrimento dos idiomas nativos.
Ele se tornou presidente nacional do BJP em 31 de dezembro de 2005, cargo que ocupou até 19 de dezembro de 2009. Em maio de 2009, ele foi eleito deputado de Ghaziabad em Uttar Pradesh.
Em 24 de janeiro de 2013, após a renúncia de Nitin Gadkari devido a acusações de corrupção, Singh foi reeleito como Presidente Nacional do BJP.
Logo após a Seção 377 do Código Penal Indiano ser restabelecida em 2013, ele alegou que seu partido é "inequivocamente" a favor da lei, também alegando: "Declararemos (em uma reunião com todos os partidos, se for convocada) que apoiamos a Seção 377 porque acreditamos que a homossexualidade é um ato não natural e não pode ser apoiado".
Ele contestou as eleições de 2014 para Lok Sabha do distrito eleitoral de Lucknow e foi posteriormente eleito como membro do Parlamento.

### Ministro do Interior da União
Ele foi nomeado Ministro de Assuntos Internos da União no Governo Narendra Modi e empossado em 26 de maio de 2014.
Ele provocou polêmica em meio aos protestos sobre a ação policial na Universidade Jawaharlal Nehru (JNU), em 14 de fevereiro de 2016, alegando que o "incidente da JNU" foi apoiado pelo chefe de Lashkar-e-Taiba, Hafiz Saeed.
Em maio de 2016, ele afirmou que a infiltração do Paquistão diminuiu 52% em um período de dois anos.
Em 9 de abril de 2017, ele lançou o portal e aplicativo da Web Bharat Ke Veer com o ator de Bollywood Akshay Kumar. Essa foi uma iniciativa dele para o bem-estar da família dos mártires.
Um hino oficial foi lançado em 20 de janeiro de 2018 para a causa 'Bharat Ke Veer' por ele, juntamente com a estrela de cinema Akshay Kumar e outros ministros Kiren Rijiju, Hansraj Ahir.
Em 21 de maio de 2018, ele comissionou o Batalhão Bastariya. Como Ministro das Relações Interiores da União, Rajnath Singh participou do desfile do 241 Batari Bastariya do CRPF em Ambikapur, Chhattisgarh, em 21 de maio de 2018.

### Ministro da Defesa da União
Singh tornou-se Ministro da Defesa da Índia em 31 de maio de 2019.

## Galeria

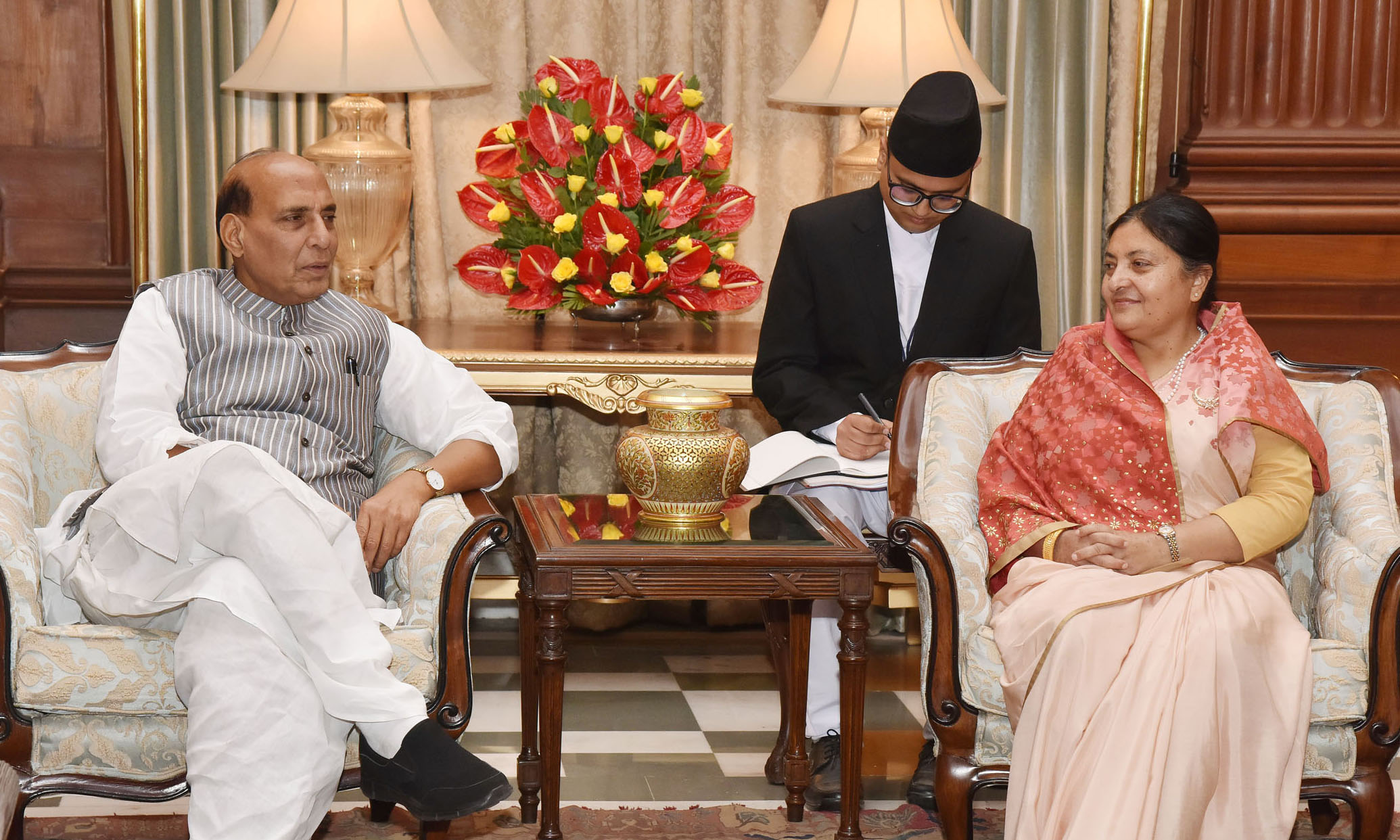
A Ministra do Interior da União, Shri Rajnath Singh, chama o Presidente do Nepal, Sra. Bidya Devi Bhandari, em Nova Délhi, em 18 de abril de 2017
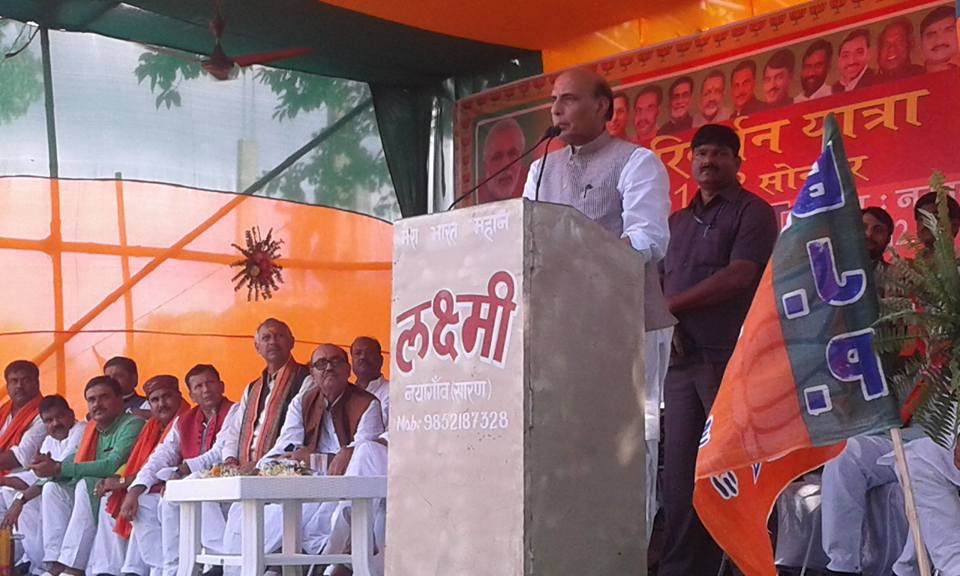
Rajnath Singh participando de um comício em Nayagaon, Sonpur em 2015
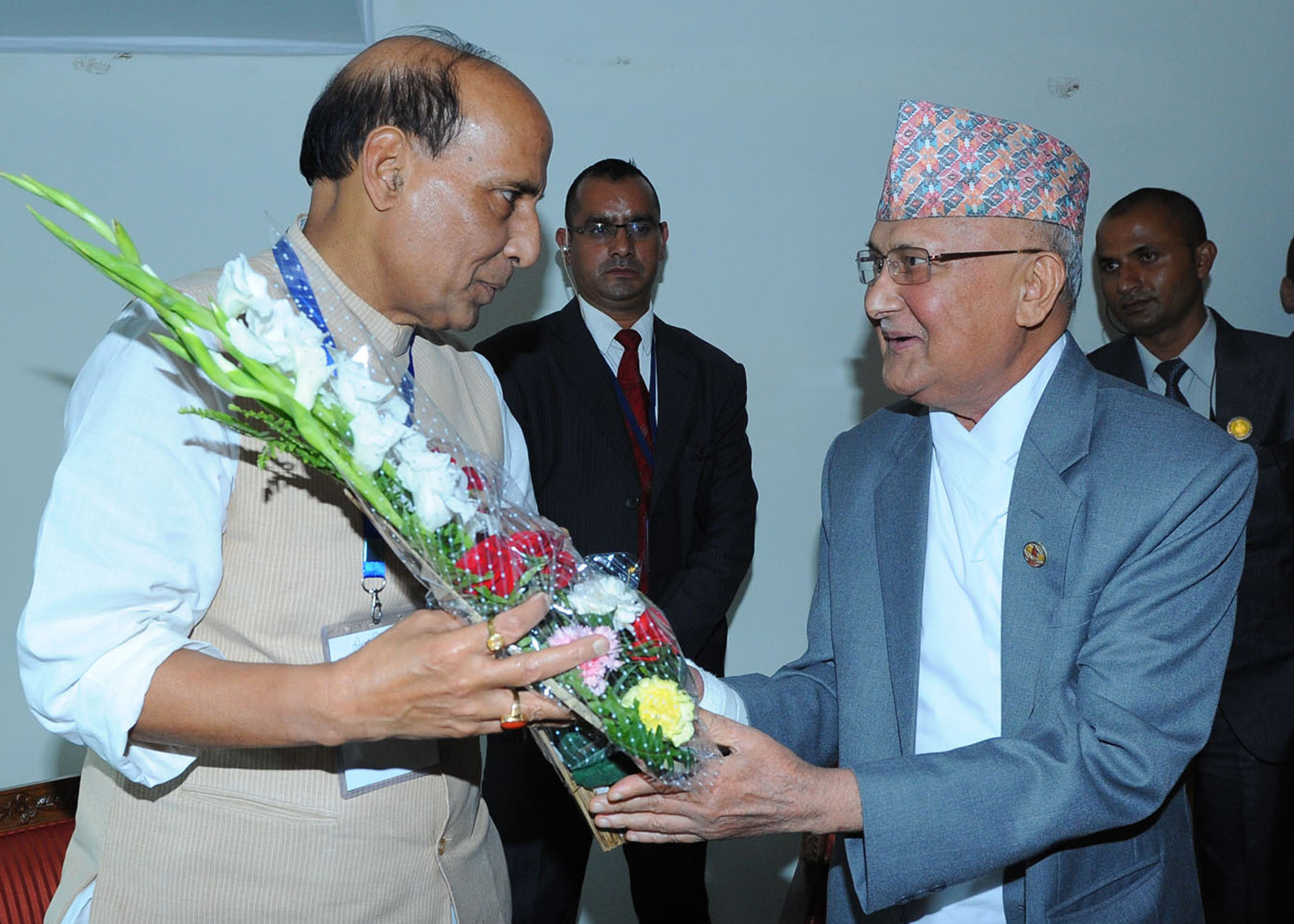
Rajnath Singh encontra o Primeiro Ministro do Nepal Khadga Prasad Oli